# Триатлон на летних Олимпийских играх 2020
Соревнования по триатлону на летних Олимпийских играх 2020 года прошли 26 27 и 31 июля 2021 года. Были разыграны 3 комплекта наград - индивидуальные у мужчин и женщин, а также среди смешанных команд.
Олимпийский триатлон представляет собой соревнования в трёх видах спорта: плавание на 1,5 км, велогонка на 40 км и забег на 10 км. 
В новом смешанном командном турнире участвовали команды из четырех человек (двое мужчин и две женщины). Каждый спортсмен проходил: 300 м (980 футов) заплыв, 8 км (5,0 мили) велогонку, и 2 км (1,2 мили) забег в формате эстафеты.

## Медали

### Общий зачёт
(Жирным выделено самое большое количество медалей в своей категории; принимающая страна также выделена)
| Общее количество медалей |                |        |         |        |       |
| Место                    | Страна         | Золото | Серебро | Бронза | Всего |
| 1                        | Великобритания | 1      | 2       | 0      | 3     |
| 2                        | Бермуды        | 1      | 0       | 0      | 1     |
| 2                        | Норвегия       | 1      | 0       | 0      | 1     |
| 4                        | США            | 0      | 1       | 1      | 2     |
| 5                        | Новая Зеландия | 0      | 0       | 1      | 1     |
| 5                        | Франция        | 0      | 0       | 1      | 1     |
| Всего                    | Всего          | 3      | 3       | 3      | 9     |

### Медалисты
| Дисциплина         | Золото                                                                                  | Серебро                                                            | Бронза                                                                 |
| Мужчины            | Кристиан Блумменфельт Норвегия                                                          | Алекс Йи Великобритания                                            | Хейден Уайлд Новая Зеландия                                            |
| Женщины            | Флора Даффи Бермуды                                                                     | Джорджия Тейлор-Браун Великобритания                               | Кэти Заферес США                                                       |
| Смешанная эстафета | Великобритания · Джессика Лермонт · Джонатан Браунли · Джорджия Тейлор-Браун · Алекс Йи | США · Кэти Заферес · Кевин Макдуэлл · Тейлор Книбб · Морган Персон | Франция · Леони Перьо · Дориан Коненкс · Кассандра Богран · Венсан Луи |

## Расписание
| Дисциплина         | Дата    | Время         |
| ------------------ | ------- | ------------- |
| Мужчины            | 26 Июля | 06:30 (UTC+9) |
| Женщины            | 27 Июля | 6:30 (UTC+9)  |
| Смешанная эстафета | 31 Июля | 08:00 (UTC+9) |